# ホームタウナーズ・イン・グアム
『ホームタウナーズ・イン・グアム』(Hometowners in Guam)は、ホームタウナーズのアルバム。1970年11月21日のグアム公演の模様を収録。1971年に日本ビクター傘下のグリーン・シティーからリリースされた。アメリカでも"I Wanna Go Stateside"というタイトルでリリースされた。

## 収録曲
Side 1
1. Opening MC
2. I Wanna Go Stateside
3. King of the Road
4. Is Anybody Going to San Antone
5. Medley: Silver Wing / Mama Tried
6. Cotton Fields
7. Colombus Stockade Blues

Side 1
1. Proud Mary
2. Orange Blossom Special
3. Six Days on the Road
4. Okie from Muskogee
5. Medley: Folsom Prison Blues / Cocain Blues
6. Memphis Tennessee

## パーソネル
ホームタウナーズ
- 鈴木恒雄 (エレクトリック・ギター、フィドル)
- 稲吉薫（エレクトリック・ギター）
- 松平直久（スティール・ギター）
- 松野浩三（ベース） *サンシャイン松野
- 青木孝義（ドラムス）
- 杉はじめ（歌） *米盤ではJohnny Nocash
- 三田ひろし（歌） * 米盤ではJohnny Sanda

Katsuo Tanaka（プロデューサー）
Yoshio Sakamoto（エンジニア）